# Liplje (miasto Zvornik)
Liplje (cyr. Липље) – wieś w Bośni i Hercegowinie, w Republice Serbskiej, w mieście Zvornik. W 2013 roku liczyła 422 mieszkańców.